# Fångarna på fortet: Utmaningen
Fångarna på fortet: Utmaningen är en svensk version av datorspelet (fr: Fort Boyard: Le Défi) som ursprungligen utvecklades av Microïds och France Télévision. Den svenska versionen släpptes av IQ-media. Spelet är även utvecklat i andra språkversioner (en: Fort Boyard: The Challenge).
I spelet ska en eller flera spelare  försöka nå skatten, för att komma dit måste man klara sju utmaningar för att få nycklar samt ett antal ledtrådar för att lista ut lösenordet. Spelet innehåller även videosekvenser inspelade på Fort Boyard. Även TV-programmet Fortet återfanns som datorspel, i en webb-version under namnet Fortet 2 på TV4:s spelsida, blip.se utvecklat av Raketspel.